# Tito Flavio Sabino (console 82)
Tito Flavio Sabino (latino: Titus Flavius Sabinus; fl. 82) è stato un politico romano appartenente alla dinastia flavia.

## Biografia
Sabino era figlio dell'omonimo Tito Flavio Sabino, console nel 69 e cugino degli imperatori Tito e Domiziano; suo fratello minore fu Tito Flavio Clemente. Sposò Giulia, figlia di Tito.
Nell'82, durante il secondo anno di regno di Domiziano, fu nominato console ordinario. Successivamente, forse nell'87, fu messo a morte dal cugino Domiziano, divenuto imperatore, in quanto, durante i comizi consolari, un araldo lo aveva chiamato imperator e non consul designato.